# Коростовата
Коростовата (укр. Коростувата) — село в Мамаевской сельской общине Черновицкого района Черновицкой области Украины.
До 2020 года входило в Кицманский район
Население по переписи 2001 года составляло 225 человек. Почтовый индекс — 59355. Телефонный код — 3736. Код КОАТУУ — 7322582603.